# Тлумачний словник білоруської мови
«Тлума́чний словни́к білору́ської мо́ви» (біл. Тлумачальны слоўнік беларускай мовы), скороч. ТСБМ — перший багатотомний словник в історії білоруської лексикографії. Створений в Інституті мовознавства АН БРСР під загальною редакцією К. Атраховича. Опубліковано в 5 томах у 1977—1984 роках у видавництві «Білоруська енциклопедія».

## Зміст
Словник пояснює значення слів і фразеологізмів, визначає їх унормоване вживання, вимову та правопис. Основні завдання — відобразити лексико-семантичний стан білоруської літературної мови з початку 20 сторіччя до 1970-х років, сприяти подальшій нормалізації білоруської мови та підвищенню мовленнєвої культури білоруського народу, бути джерелом для дослідників лексичних засобів мов, пов'язаних з їх походженням. 
Словник містить понад 105 тисяч слів, фразеологічних і термінологічних виразів. Лексичний матеріал подано в алфавітному порядку. Вміщено наукові терміни, які вживаються в шкільних підручниках, науково-популярних і періодичних виданнях; загальновживана лексика і фразеологія, вживана в усіх жанрах і стилях білоруської мови; неологізми; іншомовні слова, архаїзми та історизми тощо. Кожне слово має граматичну, стилістичну та акцентологічну характеристику, цитати з художньої, наукової та публіцистичної літератури. До слів іншомовного походження подано етимологічні довідки. У ньому немає застарілих і вузькодіалектних слів, окремих неологізмів, складних прикметників, що пишуться через дефіс, прислівників із префіксом «па-», буквених скорочень.